# Ayenia incallida
Ayenia incallida är en malvaväxtart som beskrevs av Cristobal. Ayenia incallida ingår i släktet Ayenia och familjen malvaväxter. Inga underarter finns listade i Catalogue of Life.